# Landkreis Salzwedel

Wappen des Landkreises Salzwedel

Der Landkreis Salzwedel, ursprünglich Kreis Salzwedel, war von 1816 bis 1945 ein Landkreis in der preußischen Provinz Sachsen und von 1945 bis 1952 im Land Sachsen-Anhalt der SBZ bzw. der DDR.

## Verwaltungsgeschichte

### 19. Jahrhundert
Im Rahmen der preußischen Verwaltungsreformen nach dem Wiener Kongress wurde zum 1. Juli 1816 der Kreis Salzwedel im Regierungsbezirk Magdeburg der preußischen Provinz Sachsen eingerichtet. Das Landratsamt war in Salzwedel. Zum 1. Januar 1819 wurde die Gemeinde Wernstedt aus dem Kreis Salzwedel in den Kreis Gardelegen umgegliedert. Seit dem 1. Juli 1867 gehörte der Kreis zum Norddeutschen Bund und seit dem 1. Januar 1871 zum Deutschen Reich.

### 20. Jahrhundert
Zum 30. September 1928 fand im Kreis Salzwedel wie im übrigen Freistaat Preußen eine Gebietsreform statt, bei der alle Gutsbezirke aufgelöst und benachbarten Landgemeinden zugeteilt wurden. Nach der Auflösung der Provinz Sachsen zum 1. Juli 1944 gehörte der Kreis zur neuen Provinz Magdeburg, Regierungsbezirk Magdeburg.
Im Frühjahr 1945 wurde das Kreisgebiet durch die amerikanischen Alliierten Streitkräfte besetzt, und im Sommer kam es zur sowjetischen Besatzungszone. Die Stadt Salzwedel schied am 1. Januar 1946 aus dem Landkreis aus und bildete seitdem einen eigenen Stadtkreis. Ab 1949 gehörten Stadt und Landkreis Salzwedel zur DDR.
Am 15. Juni 1950 kam es im Land Sachsen-Anhalt zu einer ersten Verwaltungsreform:.
- Die seit 1946 kreisfreie Stadt Salzwedel wurde in den Landkreis Salzwedel eingegliedert.
- Die Stadt Kalbe (Milde) sowie die Gemeinden Altmersleben, Böckwitz, Bühne, Butterhorst, Dönitz, Immekath, Jahrstedt, Köbbelitz, Kunrau, Lupitz, Nesenitz, Neuendorf, Neuferchau, Steimke und Vahrholz wechselten aus dem Landkreis Salzwedel in den Landkreis Gardelegen.
- Die Gemeinde Hagenau wechselte aus dem Landkreis Salzwedel in den Landkreis Osterburg.
- Die Gemeinden Binde, Fleetmark, Kassuhn, Kaulitz, Kerkau, Mechau und Schernikau wechselten aus dem Landkreis Osterburg in den Landkreis Salzwedel.
- Viele bevölkerungsarme Gemeinden im Landkreis Salzwedel verloren ihre Eigenständigkeit.

Im Zuge der Verwaltungsreform von 1952 in der DDR wurde die Kreisgrenzen erneut geändert:
- Die Gemeinden Baars, Badel, Brunau, Cheinitz, Dolchau, Güssefeld, Hagenau, Jeetze, Jeggeleben, Kahrstedt, Lüge, Mehrin, Packebusch, Plathe, Recklingen, Saalfeld, Sallenthin, Thüritz, Vienau, Vietzen, Winterfeld und Zethlingen kamen zum neuen Kreis Kalbe.
- Die Gemeinden Apenburg, Ahlum, Audorf, Bandau, Beetzendorf, Gladdenstedt, Hanum, Hohenhenningen, Hohentramm, Jeeben, Jübar, Kunrau, Lüdelsen, Mellin, Nettgau, Ristedt, Rohrberg, Siedentramm, Stöckheim, Tangeln und Wendischbrome kamen zum neuen Kreis Klötze.
- Alle übrigen Gemeinden bildeten den Kreis Salzwedel.
- Die Kreise Salzwedel, Kalbe und Klötze wurden dem neuen Bezirk Magdeburg zugeordnet.

Am 1. Januar 1988 wurden einige Gemeinden aus dem nördlichen Teil des aufgelösten Kreises Kalbe dem Kreis Salzwedel angeschlossen. Nach der Wiedervereinigung der beiden deutschen Staaten wurde der Kreis 1990 im wiedergegründeten Land Sachsen-Anhalt zum Landkreis Salzwedel, der bei der Kreisreform von 1994 im Altmarkkreis Salzwedel aufging.

## Einwohnerentwicklung
| Jahr | Einwohner | Quelle |
| ---- | --------- | ------ |
| 1816 | 29.286    | [ 4 ]  |
| 1843 | 32.129    | [ 5 ]  |
| 1871 | 50.185    | [ 6 ]  |
| 1890 | 51.061    | [ 7 ]  |
| 1900 | 54.340    | [ 7 ]  |
| 1910 | 59.838    | [ 7 ]  |
| 1925 | 61.570    | [ 7 ]  |
| 1933 | 60.248    | [ 7 ]  |
| 1939 | 61.712    | [ 7 ]  |
| 1946 | 65.377    | [ 8 ]  |

## Kommunalverfassung
Der Kreis Salzwedel gliederte sich in Städte, in Landgemeinden und – bis zu deren Auflösung im Jahre 1928 – in Gutsbezirke. Mit Einführung des preußischen Gemeindeverfassungsgesetzes vom 15. Dezember 1933 sowie der Deutschen Gemeindeordnung vom 30. Januar 1935 wurde zum 1. April 1935 das Führerprinzip auf Gemeindeebene durchgesetzt. Eine neue Kreisverfassung wurde nicht mehr geschaffen; es galt weiterhin die Kreisordnung für die Provinzen Ost- und Westpreußen, Brandenburg, Pommern, Schlesien und Sachsen vom 19. März 1881.

## Landräte
- 1816–1821 Friedrich Wilhelm von Meding
- 1821–1828 August Werner von Meding
- 1828–1829 Werner von der Schulenburg
- 1829–1830 Emil Albrecht Carl von Bennigsen-Förder
- 1830–1849 Wilhelm von der Schulenburg
- 1850–1852 Kurt von Krosigk (seit März 1849 kommissarisch)
- 1852–1853 Wilhelm von der Schulenburg
- 1854–1879 Edmund von Lattorff
- 1880–1912 Werner von der Schulenburg
- 1913–1919 Albrecht von der Schulenburg
- 1920–1921 Arnold Trümpelmann
- 1921–1933 Hans Thiemer
- 1933 (April–Dezember) Ernst Koetzsche (kommissarisch)
- 1933–1945 Erich Zilch
- 1945 (Mai–Oktober) Johannes Meyer–Brüggemann
- 1945–1947 Walter Volkmann
- 1947–1950 Franz Perdelwitz
- 1950–1951 Hella Pliska
- 1951–1952 Wolfgang Hanka

## Wappen
Das Wappen wurde am 17. August 1937 durch den Oberpräsidenten der Provinz Sachsen verliehen.
Blasonierung: „Geteilt; oben in Silber ein wachsender goldbewehrter roter Adler, unten in Schwarz zwei goldene Balken.“

## Städte und Gemeinden

### Stand 1945
Der Kreis Salzwedel umfasste 1945 zwei Städte und 171 weitere Gemeinden.
| - Abbendorf - Ahlum - Altensalzwedel - Altmersleben - Andorf - Audorf - Baars - Badel - Bandau - Barnebeck - Beese - Beetzendorf - Benkendorf - Bierstedt - Böckwitz - Böddenstedt - Bombeck - Bonese - Bornsen - Brewitz - Brietz - Brunau - Buchwitz - Bühne - Butterhorst - Cheine - Cheinitz - Chüttlitz - Dähre - Dahrendorf - Dambeck - Dankensen - Darnebeck - Depekolk - Diesdorf - Dolchau - Dönitz - Drebenstedt - Dülseberg - Eickhorst - Ellenberg - Eversdorf - Fahrendorf - Gerstedt | - Gieseritz - Gladdenstedt - Groß Apenburg - Groß Chüden - Groß Gischau - Groß Grabenstedt - Groß Wieblitz - Güssefeld - Hagen - Hagenau - Hanum - Haselhorst - Henningen - Hestedt - Hilmsen - Höddelsen - Hohenböddenstedt - Hohendolsleben - Hohengrieben - Hohenhenningen - Hohenlangenbeck - Hohentramm - Immekath - Jahrsau - Jahrstedt - Jeebel - Jeeben - Jeetze - Jeggeleben - Jübar - Käcklitz - Kahrstedt - Kalbe a./Milde, Stadt - Kemnitz - Klein Apenburg - Klein Chüden - Klein Gartz - Klein Gischau - Klein Grabenstedt - Klein Wieblitz - Köbbelitz - Königstedt - Kortenbeck - Kricheldorf | - Kuhfelde - Kunrau - Ladekath - Lagendorf - Langenapel - Leetze - Liesten - Lindhof - Lübbars - Lüdelsen - Lüge - Lupitz - Mahlsdorf - Markhausen - Maxdorf - Mehmke - Mehrin - Mellin - Mölitz - Molmke - Mösenthin - Nesenitz - Nettgau - Neuendorf - Neuferchau - Osterwohle - Packebusch - Peckensen - Peertz - Plathe - Poppau - Pretzier - Püggen - Quadendambeck - Rademin - Recklingen - Reddigau - Riebau - Ristedt - Ritze - Ritzleben - Rockenthin - Rohrberg - Rustenbeck | - Saalfeld - Sallenthin - Salzwedel, Stadt - Schadewohl - Schieben - Schmölau - Seebenau - Siedendolsleben - Siedengrieben - Siedenlangenbeck - Siedentramm - Sienau - Siepe - Stapen - Stappenbeck - Steimke - Stöckheim - Störpke - Tangeln - Thüritz - Tylsen - Umfelde - Vahrholz - Valfitz - Vienau - Vietzen - Vissum - Vitzke - Waddekath - Wallstawe - Wendischbrome - Wiershorst - Wiewohl - Winkelstedt - Winterfeld - Wistedt - Wöpel - Wüllmersen - Zethlingen - Zierau - Ziethnitz |

### Bis 1945 aufgelöste Gemeinden
- Altferchau, 1. April 1938 zu Dönitz zusammengeschlossen[9]
- Bergmoor, 1. Oktober 1936 zu Schadewohl zusammengeschlossen[10]
- Germenau und Jahrstedt, 1. April 1937 zu Jahrstedt zusammengeschlossen[11]
- Gröningen, 1. Oktober 1937 mit Dahrendorf zusammengeschlossen[12]
- Groß Bierstedt und Klein Bierstedt, 1. Oktober 1937 zu Bierstedt zusammengeschlossen[13]
- Groß Gerstedt und Klein Gerstedt, 1. Oktober 1939 zu Gerstedt zusammengeschlossen[14]
- Kleistau, 1. April 1939 zu Dähre[15]
- Markau und Holzhausen, 1. April 1938 zu Markhausen zusammengeschlossen[16]
- Schwarzendamm, 1. April 1938 zu Dönitz zusammengeschlossen[9]
- Seeben und Darsekau, 1. April 1938 zu Seebenau zusammengeschlossen[17]
- Wiersdorf und Deutschhorst, 1. April 1939 zu Wiershorst zusammengeschlossen[18]